# Antonio Corazzi

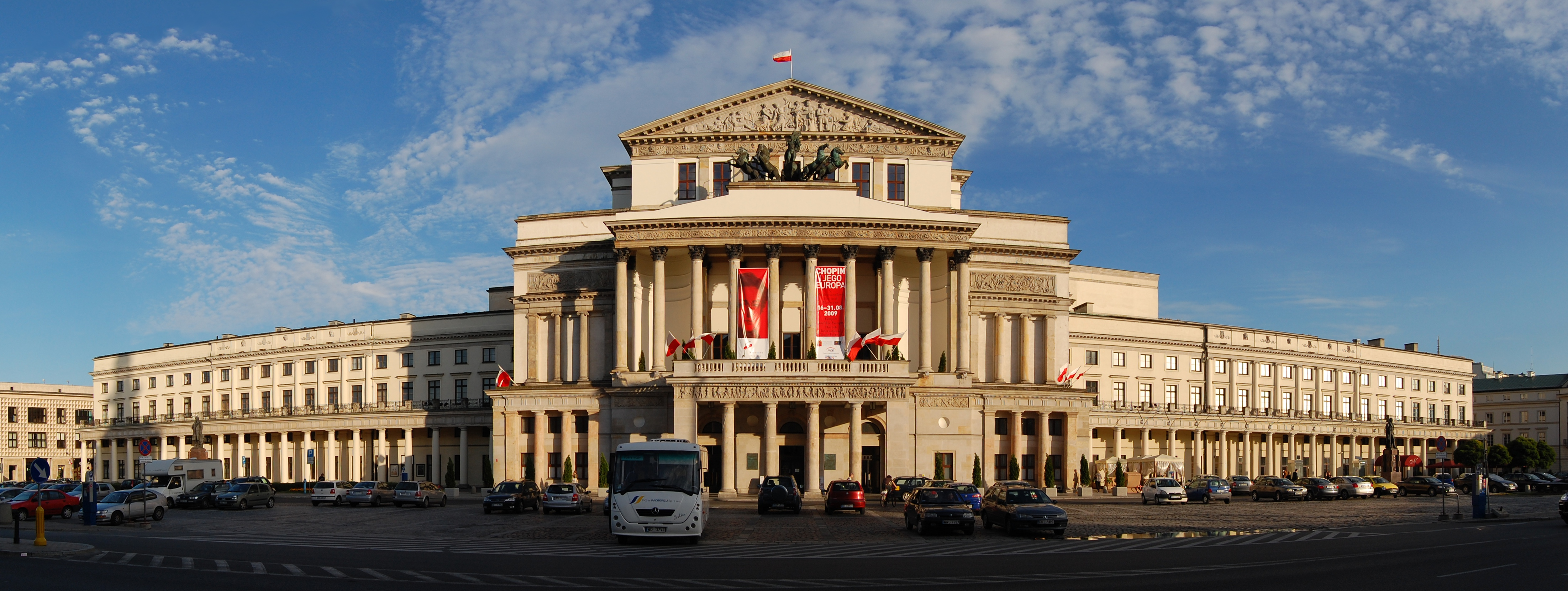
Teatr Wielki

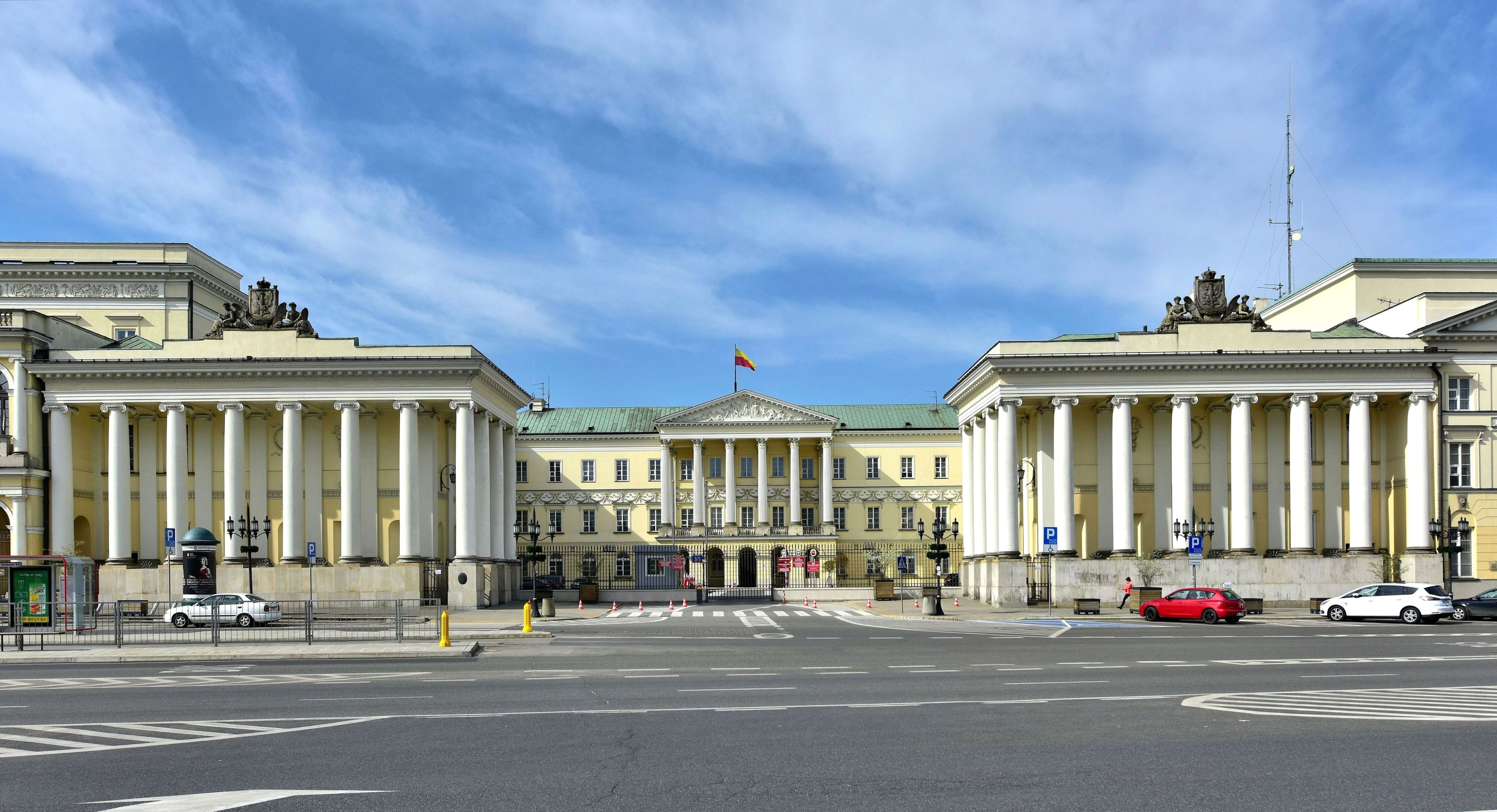
Pałac Komisji Rządowej Przychodów i Skarbu w Warszawie

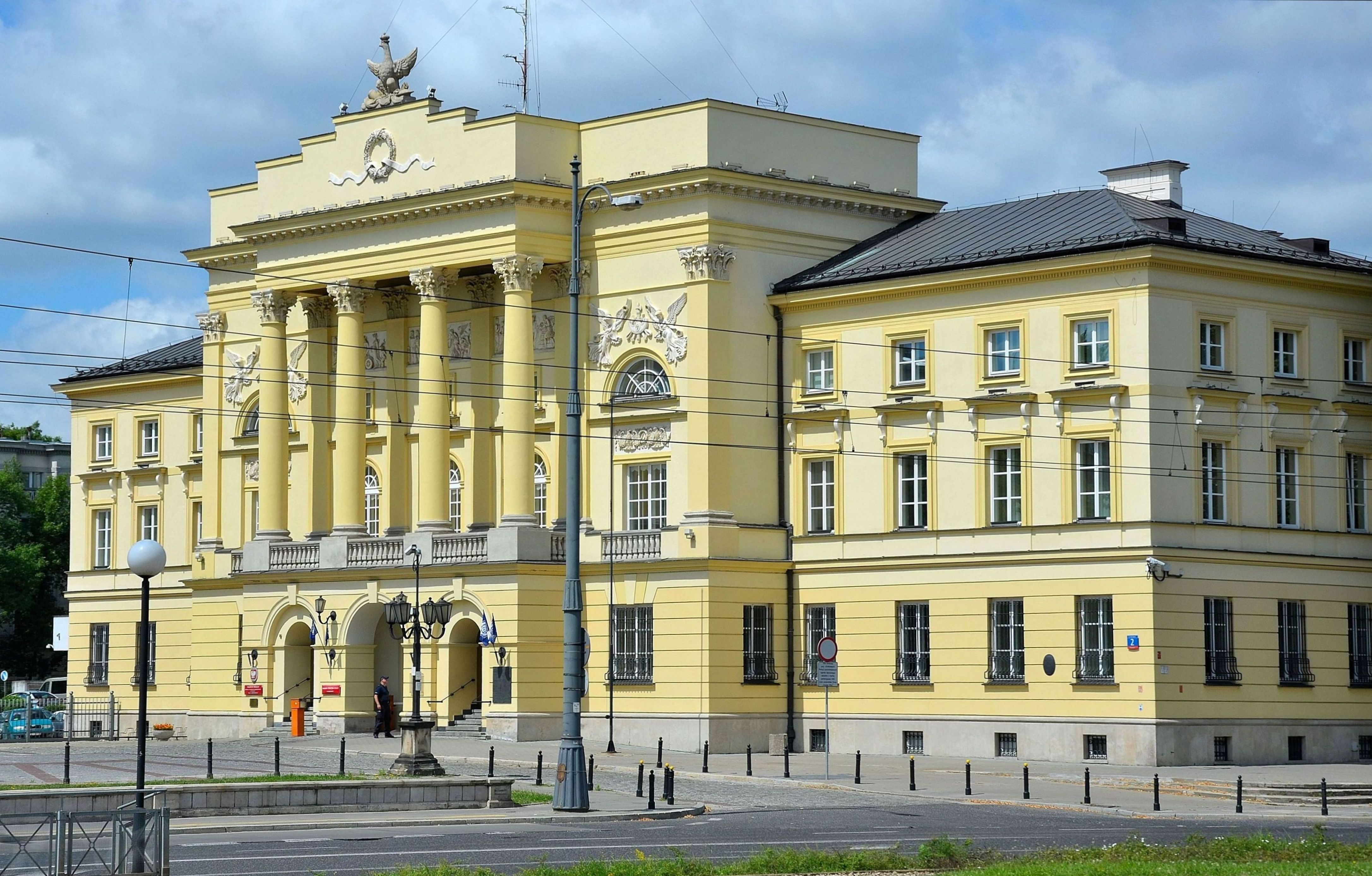
Pałac Mostowskich w Warszawie

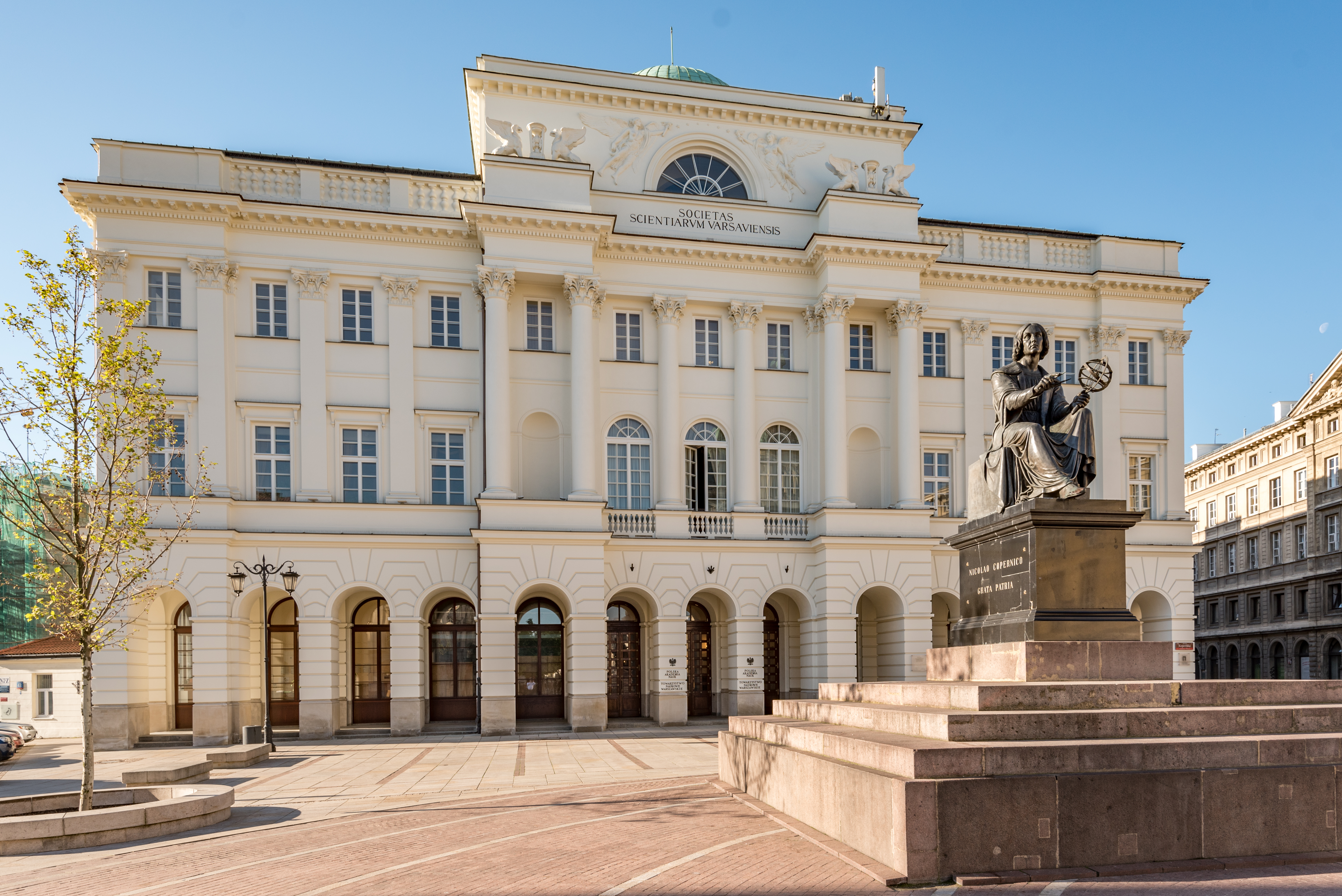
Pałac Staszica w Warszawie

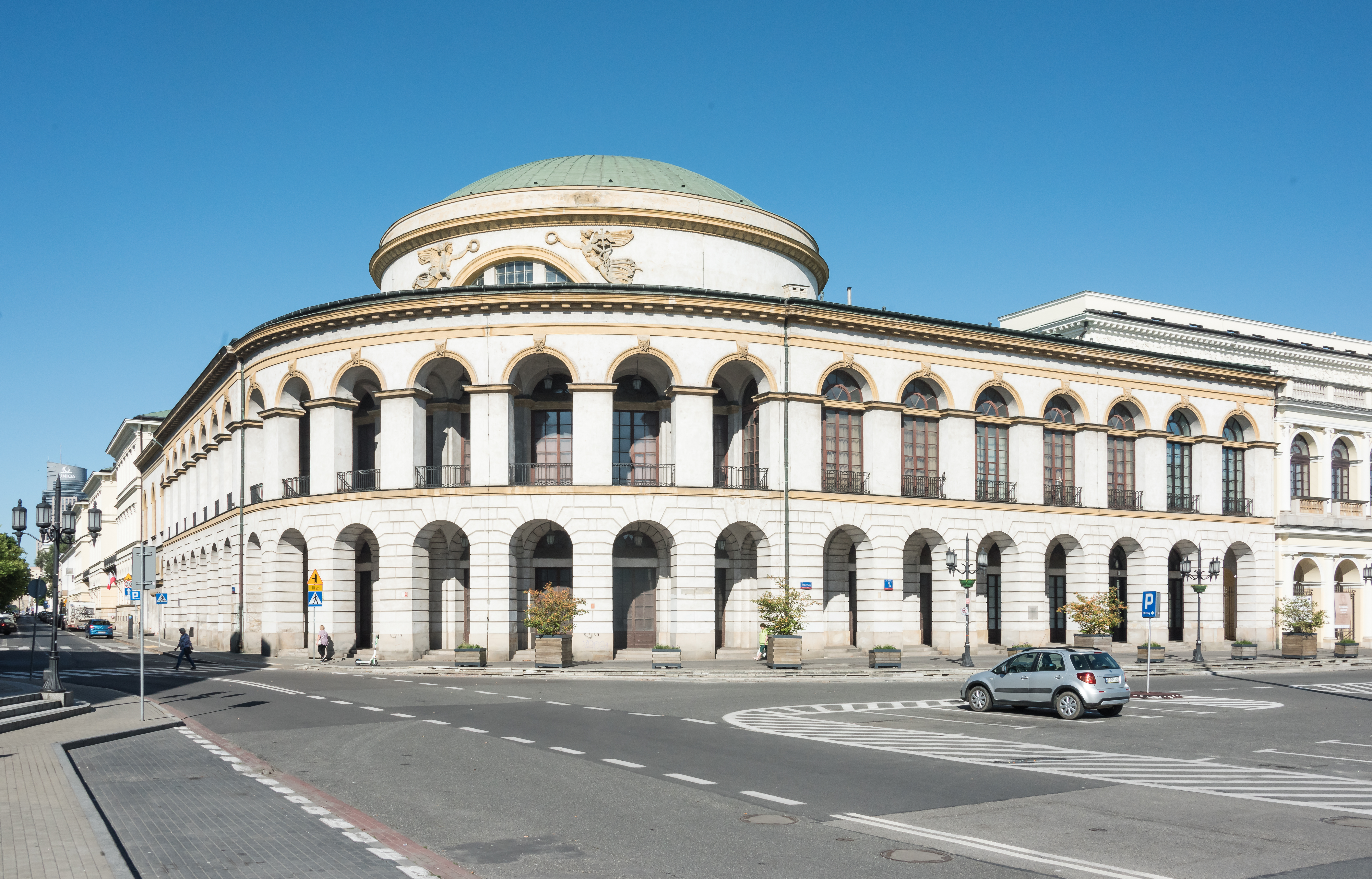
Gmach Giełdy i Banku Polskiego w Warszawie

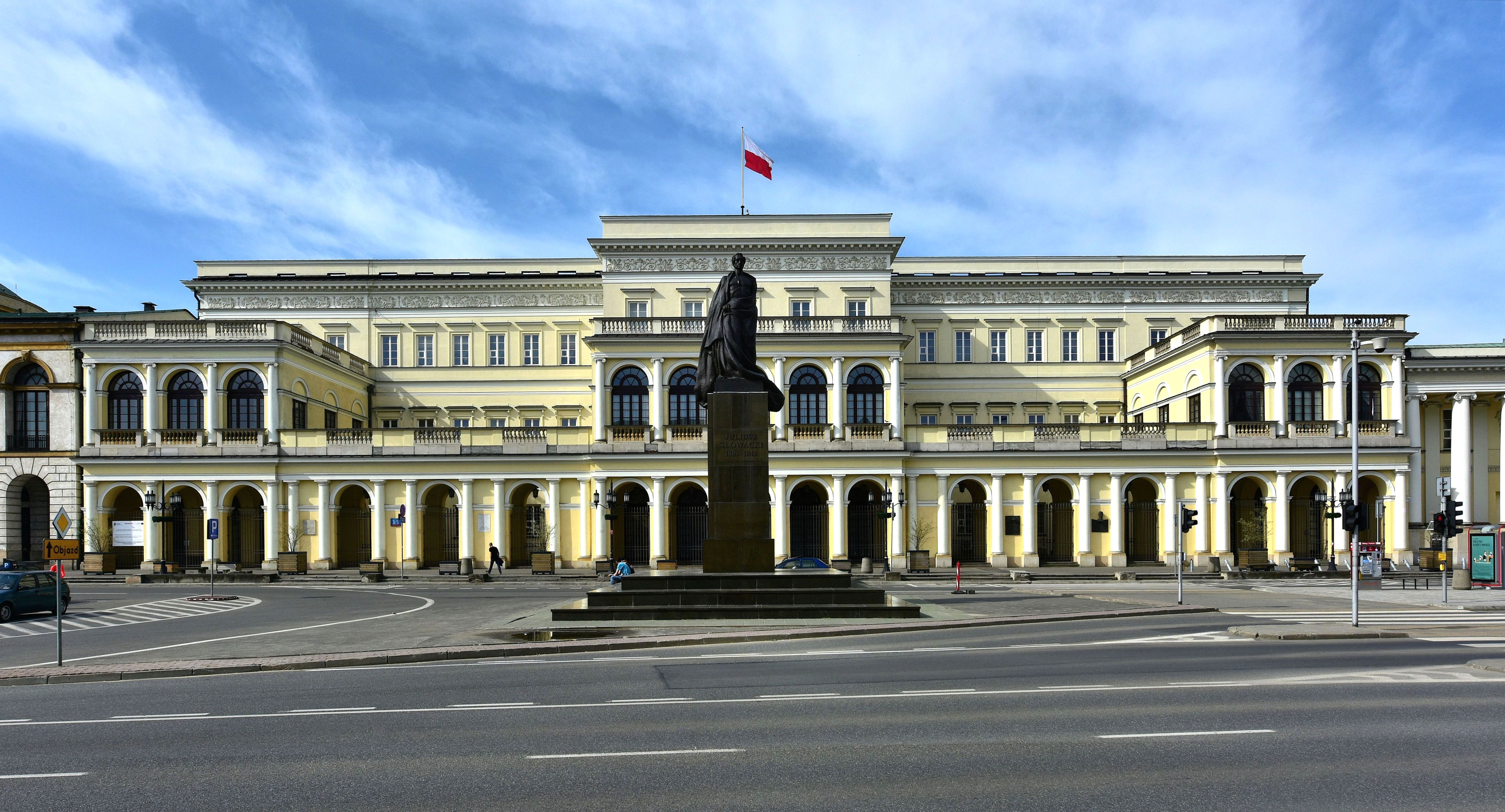
Pałac Ministra Skarbu w Warszawie

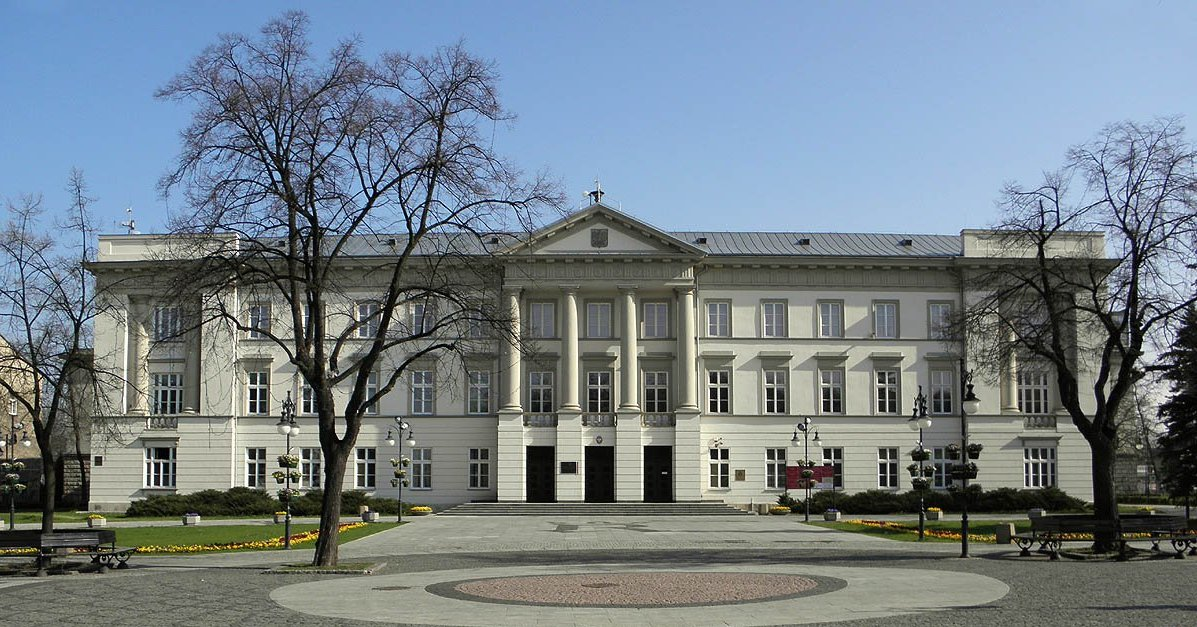
Pałac Sandomierski w Radomiu

Giuseppe Antonio Corazzi, znany jako Antonio Corazzi (ur. 16 grudnia 1792 w Livorno, zm. 27 kwietnia 1877 we Florencji) – włoski architekt, przedstawiciel klasycyzmu, działający w Królestwie Polskim w latach 1819–1847.

## Życiorys
Antonio Corazzi był synem impresario teatru Avalorati w Livorno. W 1811, po ukończeniu szkoły pijarskiej, wstąpił do Reggia Accademia delle Belle Arti del Disegno we Florencji, którą ukończył prawdopodobnie w 1816.
W 1818 z inspiracji Stanisława Staszica rząd Królestwa Polskiego zwrócił się do rządu toskańskiego o skierowanie do Polski architekta. W związku z tym z początkiem 1819 przyjechał do Warszawy.
Po 27 latach pobytu w Polsce powrócił do Florencji. W 1847 został powołany na członka Akademii Sztuk Pięknych we Florencji, gdzie wykonał m.in. projekty: parlamentu (ok. 1860), Panteon di Dante (ok. 1865), teatrów w Aleksandrii oraz w Kopenhadze.

## Twórczość
W swojej twórczości bardzo szybko przystosował się do klimatu architektonicznego Królestwa Polskiego, a w szczególności Warszawy, która w pierwszych dekadach XIX w. żyła jeszcze tradycjami klasycystycznej epoki stanisławowskiej i tej architektury, która pod koniec XVIII w. osiągnęła wysoki i odrębny poziom w interpretacji form klasycystycznych, wpływając na stworzenie na początku XIX w. całkowicie samodzielnej neoklasycznej szkoły warszawskiej.
Twórczość architektoniczna Corazziego w latach 1819–1847 w Polsce pokrywa się z dwoma zasadniczymi okresami przejawów myśli architektonicznej w szkole warszawskiej. Lata 1815–1830 obejmują okres ostatecznego kształtowania się form neoklasycznych, a lata 1831–1850 interpretacje tych form w atmosferze coraz bardziej rozkwitającego romantyzmu w sztuce.
Najbardziej charakterystyczny dla Corazziego jest okres pierwszy, kiedy zarówno warunki, jak i tematy podejmowanych przez niego zadań były wyrazem programu polityki ministra Lubeckiego.
Corazzi zrealizował w Polsce 50 własnych projektów, z czego 45 w Warszawie, a wśród nich kilka projektów urbanistycznych, m.in. regulację placu Teatralnego, placu Bankowego i układ cmentarza na Koszykach. Prawie wszystkie obiekty o charakterze monumentalnym projektował przed 1831, przeważnie na zamówienie/zlecenie ówczesnych władz rządowych i na użytek władz publicznych (wśród nich wyróżnia się dawny gmach Komisji Województwa Sandomierskiego w Radomiu).
Corazzi będąc uczniem szkoły toskańskiej, rozwijającej się na tradycjonalizmie form rodzimych, potrafił zrozumieć potrzebę nawiązania do warszawskiej tradycji architektonicznej. Jego budowle, szczególnie te, które znajdują się na ciasno zabudowanych ulicach, zlewają się w jednolitą całość kompozycyjną ściany miejskiej. Wyróżniają je jedynie szlachetność linii i umiar dekoracyjny, właściwy architekturze początku XIX wieku, oraz skala i proporcja architektury czasów stanisławowskich.
Szczytowym momentem jego twórczości i architektury neoklasycznej w Polsce było stworzenie gmachu Teatru Wielkiego. W kompozycji architektonicznej teatru występują wszystkie zasady głoszone przez kierunek neoklasyczny, prócz jedności porządku architektonicznego. Fakt ten jest dowodem ścisłego powiązania myśli architektonicznej z architekturą epoki poprzedzającej.
W 1829 roku został kawalerem Orderu Świętego Stanisława IV klasy.

## Wybrane projekty

### Florencja, 1818
- Teatro Goldini we Florencji (1818)

### Polska, 1819–1847

#### Pierwszy etap: 1819–1830
- Dom Towarzystwa Dobroczynności w Warszawie (1819)
- Pałac Hołowczyca w Warszawie (1820, rozebrany w 1912)
- Pałac Towarzystwa Przyjaciół Nauk, tzw. Pałac Staszica (1820–1823)
- Archikatedra św. Jana Chrzciciela i św. Jana Ewangelisty w Lublinie, przebudowa fasady w 1821
- Pałac Komisji Rządowej Przychodów i Skarbu w Warszawie (1823–1825)
- Pałac Komisji Rządowej Spraw Wewnętrznych i Policji (przebudowa pałacu Mostowskich (1823–1824)
- Komora Wodna w Warszawie (1824–1825)
- Pałac Sandomierski w Radomiu, właściwie pałac Komisji Wojewódzkiej Sandomierskiej (1825–1827)
- Gmach Giełdy i Banku Polskiego w Warszawie (1825–1928)
- Pałac Ministra Skarbu w Warszawie (1825–1830)
- Teatr Wielki w Warszawie z Salami Redutowymi (1825–1833)
- Pałacyk Śleszyńskich w Warszawie (1826)
- Dziesięć domów prywatnych, m.in. Villa Corazzi przy ul. Wiejskiej 11 (1826-1829, zniszczone w 1944)
- Budynek Poczty Polskiej w Siedlcach, dawniej austeria przy Trakcie Brzeskim (1827–1828)
- Kamienica Jana Kulikiewicza w Warszawie (Al. Ujazdowskie 49, 1828–1829)

#### Drugi etap: 1831–1847
- Osiem domów prywatnych (1832–1835, już nieistniejące)
- Pałac Rastawieckiego w Dołhobyczowie (1837)
- Gimnazjum Realne (1841)
- Pomnik oficerów-lojalistów poległych w Noc Listopadową w Warszawie (1841)
- Gmach Gimnazjum Gubernialnego w Siedlcach, obecnie  IV Liceum Ogólnokształcącego im. Hetmana Stanisława Żółkiewskiego (ul. Konarskiego 1, 1843–1844)
- Budynek Gimnazjum Gubernialnego w Suwałkach, obecnie I Liceum Ogólnokształcącego im. Marii Konopnickiej w Suwałkach (1843–1846)
- Liceum Ogólnokształcące im. C. K. Norwida w Radzyminie (1845)
- Pałac pod Karczochem w Warszawie (1845–1846)
- Dawny budynek teatru w Siedlcach

### Florencja, 1847–1877
- Willa malarza Luigiego Rubio we Florencji